# Гай (Синельниківський район)
Гай (не офіційно Зелений Гай) — село в Україні, у Синельниківському районі Дніпропетровської області. Входить до складу Покровської селищної громади. Населення становить 60 осіб.

## Географія
Село Гай знаходиться за 2 км від лівого берега річки Вовча, на відстані 2 км від сіл Відрадне і Новоолександрівка. По селу протікає пересихаючий струмок з загатою.

## Історія
1920 — дата заснування.
Як більшість сіл цього району, воно постало з хутора, який заснували малоземельні та безземельні селяни з навколишніх сіл. Назва хутора та села походить від гаю — невеликого лісового масиву на околиці поселення.
До 2016 року орган місцевого самоврядування — Олександрівська сільська рада.
12 червня 2020 року, відповідно до розпорядження Кабінету Міністрів України № 709-р від «Про визначення адміністративних центрів та затвердження територій територіальних громад Дніпропетровської області», увійшло до складу Покровської селищної громади.
19 липня 2020 року, в результаті адміністративно-територіальної реформи і ліквідації Покровського району, село увійшло до складу новоутвореного Синельниківського району.

## Видатні уродженці
- Коверець Віктор Петрович (* 1936) — український радянський діяч.